# Dobrič (Široki Brijeg, BiH)
Dobrič je naseljeno mjesto u gradu Širokom Brijegu, Federacija Bosne i Hercegovine, BiH. Nalazi se na magistralnoj cesti M 6.1 između Mostara i Širokog Brijega.
Prvo potvrđeno postojanje ovog mjesta datira još iz 18. stoljeća gdje se u svećeničkim spisima spominje tadašnji "poglavar" sela Dobriča. 

## Kultura, povijest i građevine
U selu se nalazi kapelica Sv. Ante koja datira još iz 1912. godine. Kasnije 1970-ih iznad kapelice je izgrađena crkva Sv. Josipa. Dobrič pripada jednoj od najstarijih franjevačkih župa u BiH, župi Mostarski Gradac.
Svake godine se održava okupljanje na dan Sv. Ante kao i na dan Sv. Josipa.
U selu se još nalazi od vjerskih spomenika: kapelica Sv. Obitelji (2010.) i Križ/raspelo izgrađeni na obližnjem brdu te i obližnje groblje Divojka.
Ispred crkve se nalaz spomenik poginulima u 2. svj. kao i u Domovinskom ratu gdje su ispisana sva imena poginulih.
U Dobriču se također nalazi pravoslavna crkva Svete Nedjelje i pravoslavno groblje.
U selu se nalazi i Hram Svete mučenice Nedjelje u Dobriću.
Dobrič je odigrao veliku ulogu ratu u BiH '90-ih godina kada je vojska JNA krenula iz smjera Mostara prema Hrvatskoj kroz Široki Brijeg gdje su ih na putu(na granici Dobriča i Pologa) zaustavili lokalni ljudi koji su ostavili svoja vozila na cestu ispred postrojba JNA što je zaustavilo njihovo napredovanje na 3 dana.

## Stanovništvo

### Popisi 1971. – 1991.
| Dobrič             |              |              |              |
| godina popisa      | 1991.        | 1981.        | 1971.        |
| Hrvati             | 550 (82,45%) | 495 (79,45%) | 407 (75,37%) |
| Srbi               | 113 (16,94%) | 122 (19,58%) | 132 (24,44%) |
| Muslimani          | 0            | 0            | 0            |
| Jugoslaveni        | 1 (0,14%)    | 2 (0,32%)    | 0            |
| ostali i nepoznato | 3 (0,44%)    | 4 (0,64%)    | 1 (0,18%)    |
| ukupno             | 667          | 623          | 540          |

### Popis 2013.
| Dobrič             |       |
| godina popisa      | 2013. |
| Hrvati             | 490   |
| Srbi               | 33    |
| Bošnjaci           | 0     |
| ostali i nepoznato | 0     |
| ukupno             | 523   |